# Nemuno slėnio pievos tarp Raudonės ir Gelgaudiškio
Nemuno slėnio pievos tarp Raudonės ir Gelgaudiškio este o arie protejată (arie de protecție specială avifaunistică — SPA) din Lituania întinsă pe o suprafață de 759,7 ha, integral pe uscat.

## Localizare
Centrul sitului Nemuno slėnio pievos tarp Raudonės ir Gelgaudiškio este situat la coordonatele 55°05′34″N 22°59′32″E / 55.0928°N 22.9922°E.

## Înființare
Situl Nemuno slėnio pievos tarp Raudonės ir Gelgaudiškio a fost declarat arie de protecție specială avifaunistică în aprilie 2004 pentru a proteja 6 specii de animale.

## Biodiversitate
Situată în ecoregiunea boreală, aria protejată nu include niciun habitat protejat.
La baza desemnării sitului se află mai multe specii protejate de  păsări (6): erete de stuf (Circus aeruginosus), erete cenușiu (Circus pygargus), cristeiul de câmp (Crex crex), sfrâncioc roșiatic (Lanius collurio), cresteț pestriț (Porzana porzana), silvie porumbacă (Sylvia nisoria).
Pe lângă speciile protejate, pe teritoriul sitului au mai fost identificate 1 specie de mamifere.